# ヴィルヘルム・キリング
ヴィルヘルム・カール・ヨーゼフ・キリング（独: Wilhelm Karl Joseph Killing、1847年5月10日 – 1923年2月11日
）はドイツの数学者。リー代数、リー群、非ユークリッド幾何学に大きく貢献した。

## 経歴
ミュンスター大学で学び、1872年にベルリンでカール・ヴァイエルシュトラスとエルンスト・クンマーの下で、博士論文を執筆した。1868年から1875年までは中等学校（gymnasia）に勤めた。1875年、音楽教師の娘アンナ・コマ―（Anna Commer）と結婚した。叙聖され、ブラウンスベルク（ブラニェヴォ）のCollegium Hosianum教授になった。後に学長に就任し、町の議会にも参加した。教授兼管理者として、キリングは広く好まれ尊敬された。1892年ミュンスター大学教授になった。
1886年、キリング夫妻はフランシスコ会第三会に入会した。

## 功績
1878年、キリングはクレレ誌に非ユークリッド幾何学の空間の形に関する論文を書いた。1800年と1885年に、彼はこの分野を大きく発展させた。ヴァイエルシュトラスの講義を物語り、ヴァイエルシュトラス座標（Weierstrass coordinates）と呼ばれる双曲幾何学の双曲面模型を導入した。1885年にn次元のローレンツ変換と数学的に同値の変換を定式化した。
1880年、ソフス・リーとは独立してリー代数を提起した。キリングの大学図書館ではリーの記事を載せているスカンディナヴィアの雑誌を所蔵していない（リーは後にキリングを軽蔑し、競合相手とはみなさず、妥当なものはすべてリーに証明されていて妥当でないものはすべてキリングに付け加えられたと主張した）。実際、キリングの作品はリーのものよりも少々厳密ではなかったが、キリングは群の分類においてより大きな目標を抱いていた。また、後に真であると証明された様々な予想を打ち立てた。
1888年から1890年まで、キリングはカルタン部分環とカルタン行列の記法を発明して、本質的に複素有限次元単純リー環を分類した。彼は、孤立した例外を除き、根本的にただ一つの単純リー環が線型で直交で対称的であると結論付けた。エリ・カルタンの1894年の論文は本質的にはキリングの論文の厳密な再構築であった。キリングは他にルート系の記法も導入した。1887年、例外型リー群 g2を発見した。彼のルート系の分類は、すべての例外型に及んだが、具体的な構成は後に行われた。 
A. J. Coleman はキリングについて"He exhibited the characteristic equation of the Weyl group when Weyl was 3 years old and listed the orders of the Coxeter transformation 19 years before Coxeter was born."（彼はヴァイルが3年遅く発見したヴァイル群の特徴的な方程式を示し、コクセターが生まれた19年前にコクセター群の位数を並べ上げた）と述べている。

## 主な作品

### 非ユークリッド幾何学
- Killing, W. (1878). “Ueber zwei Raumformen mit constanter positiver Krümmung”. Journal für die reine und angewandte Mathematik 86:  72–83.
- Killing, W. (1880). “Die Rechnung in den Nicht-Euklidischen Raumformen”. Journal für die reine und angewandte Mathematik 89:  265–287.
- Killing, W. (1885). “Die Mechanik in den Nicht-Euklidischen Raumformen”. Journal für die reine und angewandte Mathematik 98:  1–48.
- Killing, W. (1885). Die nicht-euklidischen Raumformen. Leipzig: Teubner
- Killing, W. (1891). “Ueber die Clifford-Klein'schen Raumformen”. Mathematische Annalen 39 (2):  257–278. doi:10.1007/bf01206655.
- Killing, W. (1892). “Ueber die Grundlagen der Geometrie”. Journal für die reine und angewandte Mathematik 109:  121–186.
- Killing, W. (1893). “Zur projectiven Geometrie”. Mathematische Annalen 43 (4):  569–590. doi:10.1007/bf01446454.
- Killing, W. (1893). Einführung in die Grundlagen der Geometrie I. Paderborn: Schöningh
- Killing, W. (1898) [1897]. Einführung in die Grundlagen der Geometrie II. Paderborn: Schöningh

### 変換群
- Killing, W. (1888). “Die Zusammensetzung der stetigen endlichen Transformationsgruppen”. Mathematische Annalen 31 (2):  252–290. doi:10.1007/bf01211904.
- Killing, W. (1889). “Die Zusammensetzung der stetigen endlichen Transformationsgruppen. Zweiter Theil.”. Mathematische Annalen 33:  1–48. doi:10.1007/bf01444109.
- Killing, W. (1889). “Die Zusammensetzung der stetigen endlichen Transformationsgruppen. Dritter Theil.”. Mathematische Annalen 34:  57–122. doi:10.1007/BF01446792.
- Killing, W. (1890). “Erweiterung des Begriffes der Invarianten von Transformationsgruppen”. Mathematische Annalen 35 (3):  423–432. doi:10.1007/bf01443863.
- Killing, W. (1890). “Die Zusammensetzung der stetigen endlichen Transformationsgruppen. Vierter Theil.”. Mathematische Annalen 36:  161–189. doi:10.1007/bf01207837.
- Killing, W. (1890). “Bestimmung der grössten Untergruppen von endlichen Transformationsgruppen”. Mathematische Annalen 36 (2):  239–254. doi:10.1007/bf01207841.